# カオティック・ハードコア
カオティック・ハードコア（Chaotic Hardcore）は、ハードコア・パンクおよびヘヴィメタルのジャンルの一種。

## 概要
パワーバイオレンス、グラインドコア、デスメタル、ドゥーム/スラッジなどの影響のもと誕生した。「chaotic」は本来、英語で「大混乱の、無秩序の」といった意味の形容詞である。英語圏におけるマスコアの代替語として日本では盛んに使用されるが、厳密にはマスコアがメタルコアから派生したもののみを扱うのに対し、こちらはパワーバイオレンスに代表される複雑な展開を含むハードコア全般を指すことが多い。1990年代から2000年代初頭にかけ頻繁に使われてきたジャンルの名称であるが、当時から定義は非常に曖昧であり、海外でカオティック・ハードコアという言葉はまったく浸透しておらず、ほぼ完全な和製ジャンルである。

## 音楽性
ハードコア・パンク、ヘヴィメタルを基盤としながらも、ジャズ、プログレッシブ・ロック、ポストロックなどの雑多なジャンルを吸収し、その音楽性は多種多様に変化する。デスメタルやグラインドコアによく見られるブラストビートや、メタルコア的なブレイクダウンを採用するアーティストも多い。テクニカルなフレーズを多用するため奏者は基本的に高度な演奏技術を要求される。2000年代以降にザ・ディリンジャー・エスケイプ・プランのフォロワーが続出し、アイシスやニューロシスのようなスラッジ的要素の持つバンドはポスト・メタルと称されるようになった事からも、現在ではカオティック・ハードコアはいわゆるDEP直属のサウンドを指すようになる。
ボーカルスタイルは基本的にデスヴォイスなどの絶叫スタイルが主流であるが、クリーンヴォイスで歌い上げるパターンも少なからず存在する。